# Geologische Karte der Deutschen Demokratischen Republik
Die Geologische Karte der Deutschen Demokratischen Republik wurde von 1953 bis 1990 vom Zentralen Geologischen Institut der Staatlichen Geologischen Kommission der DDR herausgegeben. Die Karten erschienen in mehreren Maßstäben.
So gibt es ein geologisches Kartenblatt im Maßstab 1.25000 
Es erschienen mehrere themenspezifische Kartensysteme (GK ohne känozoische Sedimente, Fotolineationen kosmischer Aufnahmen, Metallogenetische K., Tektonische K.) Diese Karten sind im Maßstab 1:500.000. Es gibt auch Blätter eines DDR-GK-Kartensystems im Maßstab 1:200.000.
Dieses geologische Kartenwerk ist mit Höhenlinien und Erläuterungen versehen. 2014 erschien dieses Kartenwerk als Online-Ausgabe. Der Hauptredakteur war G. Röllig.